# Марк (кантон)
Марк (фр. Marck) — кантон во Франции, находится в регионе О-де-Франс, департамент Па-де-Кале. Входит в состав округа Кале.

## История
Кантон образован в результате реформы 2015 года. В его состав вошли упраздненный кантон Одрюик и отдельные коммуны кантонов Ардр и
Кале-Эст.

## Состав кантона
В состав кантона входят коммуны (население по данным Национального института статистики за 2018 г.):
- Вьей-Эглиз (1 400 чел.)
- Гем (1 086 чел.)
- Зюткерк (1 773 чел.)
- Марк (10 649 чел.)
- Мэнк-Ньреле (734 чел.)
- Норткерк (1 656 чел.)
- Нувель-Эглиз (688 чел.)
- Одрюик (5 442 чел.)
- Оффекерк (1 172 чел.)
- Поленков (859 чел.)
- Рек-сюр-Ам (640 чел.)
- Рюменган (1 641 чел.)
- Сен-Фолькен (2 303 чел.)
- Сент-Мари-Керк (1 653 чел.)
- Сент-Омер-Капель (1 105 чел.)
- Уа-Плаж (5 478 чел.)

## Политика
На президентских выборах 2022 г. жители кантона отдали в 1-м туре Марин Ле Пен 39,7 % голосов против 23,3 % у Эмманюэля Макрона и 13,9 % у Жана-Люка Меланшона; во 2-м туре в кантоне победила Ле Пен, получившая 61,4 % голосов. (2017 год. 1 тур: Марин Ле Пен – 37,5 %, Эмманюэль Макрон – 17,1 %, Жан-Люк Меланшон – 16,6 %, Франсуа Фийон – 14,9 %; 2 тур: Ле Пен – 56,2 %. 2012 год. 1 тур: Марин Ле Пен — 27,7 %, Франсуа Олланд — 27,3 %,  Николя Саркози — 23,3 %; 2 тур: Олланд — 51,9 %).
С 2017 года кантон в Совете департамента Па-де-Кале представляют мэр города Одрюик Николь Шевалье (Nicole Chevalier) и мэр коммуны Норткерк Фредерик Мельшьор (Frédéric Melchior) (оба – Разные правые).
|                | Кандидаты                       | Партия                   | Первый тур | Первый тур     | Второй тур | Второй тур |
| Кол-во голосов | Кандидаты                       | Партия                   | % голосов  | Кол-во голосов | % голосов  |            |
| -------------- | ------------------------------- | ------------------------ | ---------- | -------------- | ---------- | ---------- |
|                | Пьер-Анри Дюмон Николь Шевалье  | Разные правые            | 4 910      | 46,76          | 6 084      | 59,81      |
|                | Клотильда Бовиль Оливье Мажевич | Прочие                   | 3 486      | 33,20          | 4 089      | 40,19      |
|                | Валери Деклерк Филипп Оливье    | Национальное объединение | 2 105      | 20,05          |            |            |

|                | Кандидаты                             | Партия                                    | Первый тур | Первый тур     | Второй тур | Второй тур |
| Кол-во голосов | Кандидаты                             | Партия                                    | % голосов  | Кол-во голосов | % голосов  |            |
| -------------- | ------------------------------------- | ----------------------------------------- | ---------- | -------------- | ---------- | ---------- |
|                | Пьер-Анри Дюмон Николь Шевалье        | Союз за народное движение (Республиканцы) | 5 210      | 36,40          | 5 919      | 39,07      |
|                | Жанин Барбе Роже Доэн                 | Национальный фронт                        | 4 856      | 33,93          | 4 714      | 31,12      |
|                | Натали Делькруа-Детамп Оливье Мажевич | Социалистическая партия                   | 4 246      | 29,67          | 4 516      | 29,81      |